# Khỉ sư tử mặt đen Tamarin
Khỉ sư tử mặt đen Tamarin hay khỉ sư tử Tamarin Superagüi (danh pháp hai phần: Leontopithecus caissara) là một loài động vật có vú trong họ Cebidae, bộ Linh trưởng. Đây là loài đặc hữu cực kỳ nguy cấp của vùng rừng ven biển miền Đông nam Brazil. Một số dự án bảo tồn và đã ước tính số lượng của chúng chỉ còn không quá 400 cá thể. Chúng có thể dễ dàng được nhận biết với màu lông chủ đạo màu vàng cam, đầu,các chi và đuôi có màu đen tương phản.

## Phát hiện và phân bố
Khỉ sư tử mặt đen Tamarin đã không được công nhận cho đến năm 1990, khi hai nhà nghiên cứu người Brazil là Maria Lorini và Vanessa Persson, được mô tả một cá thể trên đảo Superagüi thuộc vườn quốc gia Superagüi bang Paraná, Đông nam Brazil. Một thời gian ngắn sau đó, các quần thể bổ sung đã được phát hiện tại khu vực liền kề đại lục ở Paraná và ở xa hơn về phía nam bang São Paulo . Người dân địa phương ở đảo Superagui đã gọi chúng với tên là Phát hiện và phân phối
Tamarin sư tử mặt đen đã không được công nhận cho đến năm 1990 khi hai nhà nghiên cứu Brazil, Maria Lorini và Vanessa Persson, được mô tả dựa trên cá nhân từ đảo Superagui ở tiểu bang Paraná của Brazil. Một thời gian ngắn sau khi các quần bổ sung đã được phát hiện trên liền kề đại lục trong Paraná và ở xa phía nam São Paulo . Người đân địa phương đảo đã gọi chúng là  caissara.
Quần thể ở đại lục thích sống ở những vùng đầm lầy và rừng ngập lụt. Còn tại các hòn đảo chủ yếu là sống ở vùng rừng đất thấp và sống trên cây rừng đất cát ven biển. Cả hai quần thể sống ở vùng độ cao dưới 40 m (130 ft).

## Mô tả
Khỉ sư tử mặt đen Tamarin là một loài sống trên cây. Chúng ăn chủ yếu là ăn trái cây nhỏ, cọ và động vật không xương sống như côn trùng, nhện hay ốc sên.Ngoài ra, chúng còn uống mật hoa, ăn lá non và nấm. Trong mùa khô, khi thức ăn tươi khan hiếm thì nấm là một nguồn thức ăn bổ sung đáng kể cho chúng.
Loài linh trưởng này sống thành từng nhóm gia đình từ 2-8 thành viên. Trong các gia đình thì bình thưởng chỉ có một con cái làm nhiệm vụ sinh sản. Mùa sinh sản của chúng thường từ tháng 9 tới tháng 3. Mỗi lần đẻ, con cái thường đẻ hai con non. Tương tác xã hội là một thành phần quan trọng trong việc duy trì một hệ huyết thống. Chải chuốt lông cho nhau chính là hình thức phổ biến nhất.

## Tình trạng bảo tồn

### Các mối đe dọa
Loài này có sở thích sống ở một môi trường cụ thể, cùng với đó là việc số lượng loài ít (400 cá thể thì trong đó khoảng một nửa là cá thể đã trưởng thành) nên mất môi trường sống là mối đe dọa lớn nhất đối với khỉ sư tử mặt đen Tamarin . Canh tác nông nghiệp, phát triển, khai thác tài nguyên thiên nhiên, ô nhiễm môi trường là những nguyên nhân khiến loài này bị mất môi trường sống. Cùng với đó là đe dọa từ việc săn bắn, bắt vật nuôi, buôn bán bất hợp pháp, thương mại và giao phối cận huyết khiến số lượng chúng giảm đi.

### Bảo tồn
Chúng được liệt kê vào danh sách các loài cực kỳ nguy cấp của IUCN, bao gồm Đạo luật các loài có nguy cơ tuyệt chủng và được liệt kê trong Công ước CITES Phụ lục I. Tại Brazil, nó được đưa vào danh sách chính thức của quốc gia về các loài bị đe dọa có nguy cơ tuyệt chủng  và cả trong danh sách khu vực sinh sống của chúng ở hai bang Paraná và São Paulo 
Vườn quốc gia Superagüi bảo vệ hầu hết số lượng loài này bao gồm nhóm sống trên đảo Superagui và các bộ phận sống trên vùng đất liền lân cận của tiểu bang Paraná. Vườn quốc gia có diện tích 33.988 ha lớn và khỉ sư tử Tamarin là một trong những loài đặc hữu được bảo tồn hàng đầu . Còn nhóm cá thể ở São Paulo được bảo vệ bởi vườn bang Jacupiranga.
Viện Pesquisas Ecologicas (IPE) có chương trình bảo tồn khỉ sư tử mặt đen Tamarin vào năm 1996 và đến năm 2004 tập trung vào việc nghiên cứu các hệ sinh thái và lịch sử tự nhiên của loài. Trong năm 2005, viện đã thu thập được đủ dữ liệu để lập các kế hoạch bảo tồn đầu tiên cho sư tử mặt đen Tamarin và môi trường sống của nó. Từ 2005 đến 2007, IPE đã hoàn thành một số chẩn đoán các mối đe dọa đến sự sống còn của loài. IPE sau đó đã tổ chức hội thảo ở São Paulo trong năm 2009, với việc tập trung vào giáo dục và nhận thức về việc sản xuất bền vững. Hiện nay, một số mục tiêu của họ bao gồm việc dự đoán số lượng, nghiên cứu ảnh hưởng của nước biển tăng do biến đổi khí hậu, và thúc đẩy khai thác bền vững loài cọ trái tim, nguồn thức ăn của chúng.